# Церква святих верховних апостолів Петра і Павла (Слобідка)
Церква святих верховних апостолів Петра і Павла в Слобідці — парафія і храм греко-католицької громади Козлівського деканату Тернопільсько-Зборівської архієпархії Української греко-католицької церкви в селі Слобідка Тернопільського району Тернопільської области.

## Історія церкви
У 1991 році в селі Слобідка збудували храм і заснували парафію в лоні УГКЦ. Будівництво та оздоблення церкви профінансувала громада села. У 1992 році храм освятив єпископ Михаїл Сабрига.
У 1998 році владика Михаїл Сабрига здійснив єпископську візитацію парафії.
При церкві діють братство Матері Божої Неустанної Помочі та Марійська дружина.
На території села встановлено чотири хрести, а у 2009 році — фігуру Матері Божої.
Парафія володіє парафіяльним домом.

## Парохи
- о. Іван Борисюк (1991—2002),
- о. Олег Стельмах (з 2002).